# Вржосек, Константин Людвигович
Константин Людвигович Вржосек (1883 — 1920) — полковник 134-го пехотного Феодосийского полка, герой Первой мировой войны, участник Белого движения.

## Биография
Православный. Из дворян. Среднее образование получил в Екатеринославском реальном училище.
В 1908 году окончил Одесское пехотное юнкерское училище, откуда выпущен был подпоручиком во 2-й Новогеоргиевский крепостной пехотный полк. 22 января 1910 года переведен в 134-й пехотный Феодосийский полк. Произведен в поручики 14 июня 1912 года.
В Первую мировую войну вступил в рядах названного полка. Был командиром 8-й роты с 10 августа 1915 года. Произведен в штабс-капитаны 18 декабря 1915 года «за отличия в делах против неприятеля» Удостоен ордена Св. Георгия 4-й степени
За то, что, будучи в чине штабс-капитана, в бою 28 июля 1916 года у д. Бялогловы и высоты 363, командуя 8-й ротой, занимал позицию на высоте 363 на правом фланге корпуса. Противник открыл ураганный огонь из тяжелых и мортирных батарей, повел атаку на высоту 363 и на соседние части справа, которые, отходя на эту высоту, внесли беспорядок на фронте, а роты, успешно отражавшие до этого момента все контр-атаки противника, понеся большие потери, дрогнули и в замешательстве начали отходить. Капитан Вржосек, сознавая всю важность занимаемого участка позиции, прикрывавшего единственную на этом участке колесную переправу, явил высокий пример воинской доблести и отваги: остановил людей, водворил порядок в роте и не только удержался на занимаемой позиции, но, воодушевив людей личным примером, бросился в контр-атаку, заставил противника отхлынуть из занятых окопов и обратил его в бегство, а рота прочно заняла позицию.
Произведен в капитаны 25 декабря 1916 года.
В Гражданскую войну участвовал в Белом движении на Юге России. Участвовал в Екатеринославском походе на соединение с Добровольческой армией, во ВСЮР и Русской армии — в рядах Феодосийского пехотного полка. 13 июня 1920 года произведен в подполковники с переименованием в полковники. При эвакуации Русской армии остался в Крыму. 20 ноября 1920 года приговорен к ВМН тройкой особой фронтовой комиссии, а 24 ноября расстрелян в Симферополе.

## Награды
- Орден Святой Анны 4-й ст. с надписью «за храбрость» (ВП 29.04.1915)
- Орден Святого Станислава 3-й ст. с мечами и бантом (ВП 26.02.1916)
- Орден Святой Анны 3-й ст. с мечами и бантом (ВП 2.08.1916)
- Орден Святого Георгия 4-й ст. (ПАФ 4.04.1917)